# Meliosma pumila
Meliosma pumila är en tvåhjärtbladig växtart som beskrevs av Alwyn Howard Gentry. Meliosma pumila ingår i släktet Meliosma och familjen Sabiaceae. Inga underarter finns listade.